# Gunnar Barter
Gunnar Barter, född 8 augusti 1927 i Helsingborg, död 20 augusti 1978 i Västerleds församling, Bromma, Stockholm, var en svensk violinist.
Gunnar Barter var förste violinist och konsertmästare i Stockholms filharmoniska orkester. Han började studera violin vid tre års ålder för sin far Christer Barter, som tillhörde Helsingborgs orkesterförening. 
Mellan 1944 och 1950 var han elev till Tage Broström vid Kungliga Musikhögskolan i Stockholm. Gunnar Barter fick tidigt uppdrag som solist och har framträtt både i Sverige och utomlands. Han har även gjort flera skivinspelningar.